# Аринушка
Аринушка — русский фольклорный ансамбль в городе Вильнюсе, Литва. Руководители — Николай и Ирена Захаровы. Создан в сентябре 1998 года. В коллективе в разных возрастных группах занимается более 300 детей. Визитная карточка ансамбля — взрослый состав «Аринушки», большинство из которых стали преподавателями в этом коллективе. В репертуаре — календарные, свадебные, солдатские, лирические, хороводные (крутеля, походушки) песни и танцы старообрядцев и белорусов, собранные участниками коллектива на территории Литвы, а также песни юга России, воссоздаваемые аутентично, с сохранением региональных диалектных признаков и особенностей бытования. Преобладающим является исконно народное звучание а’капелла, но в соответствии с традицией нередко используются гармошки, жалейки и другие русские инструменты.

## Деятельность
«Аринушка», как один из ведущих коллективов Литвы часто демонстрирует своё искусство на республиканских и международных фестивалях, много гастролирует по стране и за рубежом. О собирательской и творческой деятельности ансамбля литовским телевидением снято несколько фильмов, литовское национальное телевидение и радио записало для собственного архива около 50 песен. По приглашению итальянской киностудии коллектив принимал участие в съемках художественного фильма «Война и мир», а также «Транссибирская магистраль». Коллектив участвует в спектакле русского драматического театра Литвы «Шут Балакирев» (реж. Альгирдас Латенас, композитор Фаустас Латенас).
С 2000 года коллектив является членом Российского фольклорного союза, художественный уровень «Аринушки» высоко оценил маэстро Мстислав Ростропович, коллектив неоднократно выступал в престижных концертных залах Москвы, а c 2007 года «Аринушка» — участник абонементных концертов Московской консерватории им. П. И. Чайковского. В российской прессе «Аринушка» названа «Колоколом русских Литвы».

## Школа
«Аринушка» сегодня — это не просто ансамбль, а целая выстроенная система обучения. За 15 лет работы в Вильнюсе его руководителям удалось создать Вильнюсский центр русского фольклора, Отдел славянской традиционной музыки в музыкальной школе им. Бронюса Йонушаса и Школу славянской традиционной музыки. Сюда пришли известные литовские этномузыковеды, доктора наук, преподаватели и выпускники Литовской академии музыки и театра, Российской академии музыки имени Гнесиных, Московского института культуры, которые обучают несколько поколений «Аринушки» таким сложным теоретическим предметам, как этнографическое сольфеджио, нотация, музыкальная литература, история этнографии, а также игре на фортепиано, баяне, аккордеоне, русских народных инструментах. Деятельностью коллектива заинтересовалось Правительство Литовской Республики, в 2006 г. учредившее Центр фольклора и этнографии национальных общин Литвы, целью которого является сбор и сохранение фольклора разных национальностей Литвы, оказание методической и практической помощи фольклорным коллективам.

## Фестивали
Ирена и Николай Захаровы ежегодно проводят международную летнюю творческую школу и фестиваль «Традиция» в Паланге (с 2000 г.), международную программу «Диалог культур», Рождественский фестиваль, организуют международный фольклорный фестиваль «Покровские колокола» в Вильнюсе (с 2004 г.), которые известны во многих странах. Душой этих праздников народной музыки является ансамбль «Аринушка».

## Дискография
На основе материалов, собранных в экспедициях, опубликована книга «Поют старообрядцы Литвы» (2003 г.), изданы компакт-диски
- «Песни старообрядцев Укмяргского района» (2004 г.),
- «Традиционная музыка национальных меньшинств Литвы» (2007 г.),
- «Песни старообрядцев Восточной Литвы» (2008 г.).
- В 2008 году издан диск ансамбля «Аринушка», состоящий из двух частей: I — песни старообрядцев и белорусов Литвы, II — песни юга России.
- В 2009 году вышел в свет диск «Старая вера» — произведение в стиле World music литовского композитора Линаса Римши в исполнении «Аринушки», хора Литовской национальной филармонии «Бревис» и других известных литовских музыкантов.
- CD «Русский народный романс» Вильнюсский русский фольклорный ансамбль «Аринушка» (2012 г.);
- DVD «Этносфера-новое дыхание традиции» 2013 г.